# The Nona Tapes
The Nona Tapes è un video-album del gruppo rock statunitense Alice in Chains, pubblicato nel 1995. Si tratta di un mockumentary coprodotto dagli Alice in Chains insieme a Toby Wright.

## Tracce
1. Brush Away Excerpt 1
2. Brush Away Excerpt 2
3. Over Now Excerpt 1
4. Over Now Excerpt 2
5. Grind Excerpt
6. Over Now Excerpt 3
7. Head Creeps Excerpt
8. Heaven Beside You Excerpt
9. Grind (Music Video)
10. Heaven Beside You (Outtake footage)